# Hot Tuna
Hot Tuna comenzó como una aventura musical de los miembros de Jefferson Airplane Jack Casady y Jorma Kaukonen a comienzos de los 70. Ambos eran amigos de infancia en Washington D. C.. Tras el Instituto los padres de Jorma, trabajadores al servicio del Gobierno tuvieron que trasladarse a Filipinas pero él regresó a San Francisco cuando afloraba la psicodelia y fundó Jefferson Airplane en 1965. Al poco se añadiría al grupo el bajista Jack Casady que ayudaría al masivo éxito del grupo.

## Biografía
Originalmente quisieron llamar a su grupo "Hot Shit" (Mierda Caliente) pero los ejecutivs de RCA les convencieron para buscar un nombre menos ofensivo. El grupo empezó a tomar forma en 1969, cuando Casady y Kaukonen eran todavía miembros de Airplane; de hecho sus primeras actuaciones fueron encajadas entre las de Jefferson Airplane. El grupo fue completado con el instrumentista de armónica Will Scarlet y alguna intervención ocasional de otros miembros de Airplane como Marty Balin y Spencer Dryden. Debutaron en 1970 con un disco de blues tradicional y ragtime grabado en vivo en el New Orleans House de Berkeley. En los años siguientes llegarían los más roqueros First Pull Up, Then Pull Down, junto al violinista Papa John Creach y el baterista Sammy Piazza. El tercer álbum, Burgers vendría después sin Scarlet en 1972. David Crosby les hizo coros en el tema Highway Song de dicho álbum.
Con la aparición en 1974 de The Phosphorescent Rat dejaron de lado el sonido acústico y Papa John Creach abandonó el grupo por continuar con Airplane; Casady Y Kaukonen dieron por finiquitado Jefferson Airplane y el sonido de Hot Tuna se hizo más eléctrico derivando hacia una banda de heavy rock. Esto sería notorio en los siguientes álbumes America's Choice(1975), Yellow Fever(1975) y Hoppkov(1976) con la adición del baterista Bob Steeler. Esta época de trío es referida en la historia de la banda como los años alborotados. Aclamada la banda por su capacidad para improvisar durante horas y horas (hasta 6 en alguna ocasión) en jam sessions.
La edición de un doble en directo titulado Double Douse en 1977 y la recopilación Final Vinyl en 1978 marcó el fin de grupo. Casady y Kaukonen iniciaron sus experiencias en solitario en las nuevas bandas SVT y Vital Parts. Para entonces Kaukonen ya había sacado un disco en solitario titulado Jorma.
En 1984 ambos retornaron a sus raíces: Casady se unió a su compañero Marty Balin y Paul Kantner en la K.B.C. Band y Kaukonen volvió al blues acústico de sus años iniciales. A partir de 1986 hicieron alguna sesión de reunificación de los Tuna toncando juntos en varias ocasiones, reforzándose en 1990 con el multinstrumentista y cantante Michael Falzarano. Publicaron una recopilación de material de estudio inédito de la última década así como un directo titulado Live at Sweetheart en 1992.
En 1997 publicarían Splashdown Two y en 1999 And Furthurmore. En los años venideros Hot Tuna continuó tocando varios shows en directo con diversas configuraciones. Un recopilatorio de los años en RCA vería la luz en el 2006: Keep on Truckin'. En ese mismo año también aparecerían en el festival de MerleFest, el mayor festival acústico de EE.UU.

## Discografía
- Hot Tuna (1970)
- First Pull Up, Then Pull Down (1971)
- Burgers (1972)
- The Phosphorescent Rat (1973)
- Quah (1974) (by Jorma Kaukonen with Tom Hobson, produced by Jack Casady)
- America's Choice (1975)
- Yellow Fever (1975)
- Hoppkorv (1976)
- Double Dose (1977)
- The Last Interview? (1978)
- Final Vinyl (1979 compilation)
- Splashdown (1984)
- Historic Hot Tuna (1985)
- Pair a Dice Found (1990)
- Live at Sweetwater (1992)
- Live at Sweetwater 2 (1993)
- Trimmed & Burning (1995)
- Land of Heroes (1995)
- In a Can (1996 compilation of Hot Tuna, First Pull Up Then Pull Down, Burgers, America's Choice and Hoppkorv)
- Classic Hot Tuna Acoustic (1996)
- Classic Hot Tuna Electric (1996)
- Splashdown Two (1997)
- Live at Stove's (1997), later expanded and re-released as Live in Japan
- And Furthurmore... (1999)